# La Femme aux miracles
Pour plus de détails, voir Fiche technique et Distribution.
La Femme aux miracles (titre original : The Miracle Woman) est un film américain réalisé par Frank Capra, sorti en 1931.

## Synopsis
Florence Fallon, fille de pasteur, vient de perdre son père. À l’église lors de l’enterrement, elle monte en chaire et fustige l’assistance pour avoir remplacé son père en tant que pasteur à cause de son grand âge. Un escroc, Hornsby, présent lors de la scène la convainc d’exploiter ses dons oratoires pour prêcher l’évangile dans une maison de culte. Florence confie au soin d’Hornsby la partie financière de l’entreprise et chaque soir la prédicatrice attire les fidèles de plus en plus nombreux dans un temple. La maison de culte se transforme en véritable show, Florence délivre même son message dans une cage entourée de fauves et exécute de prétendus miracles devant une foule extasiée.  
L’affaire est des plus lucrative surtout pour Hornsby. Par la suite, elle rencontre un jeune aveugle John Carson, sauvé du suicide en entendant Florence à la radio. Ils tombent amoureux et décident de fuir à Monte-Carlo. Hornsby, sauve les apparences en expliquant que la prédicatrice est partie en pèlerinage. De retour, Florence est décidée à arrêter le « spectacle » en révélant que tout est fait uniquement pour rapporter de l’argent. Hornsby, bien décidé à empêcher Florence de révéler la supercherie, provoque un court-circuit le soir des révélations voulant plonger la salle dans le noir mais un feu se déclare et Hornsby meurt dans les flammes.  
Florence et John partiront ensemble. 

## Fiche technique
- Titre : La Femme aux miracles
- Titre original : The Miracle Woman
- Réalisation : Frank Capra
- Scénario : Jo Swerling et Dorothy Howell (continuité), d'après la pièce Bless you, sister de Robert Riskin et John Meehan
- Photographie : Joseph Walker
- Montage : Maurice Wright
- Costumes : Edward Stevenson
- Son : Glenn Rominger
- Producteurs : Harry Cohn et Frank Capra (non crédité)
- Société de production : Columbia Pictures
- Pays de production :  États-Unis
- Langue : anglais
- Format : Noir et blanc — 35 mm — 1,20:1 — Son : Mono (Western Electric System)
- Genre : Film dramatique
- Durée : 90 minutes
- Dates de sortie : 
  - États-Unis : 20 juillet 1931 (première)
  - États-Unis : 7 août 1931 (sortie nationale)
  - France : 25 décembre 1931

## Distribution
- Barbara Stanwyck : Florence Fallon
- David Manners : John Carson
- Sam Hardy : Hornsby
- Beryl Mercer : Mme Higgins
- Russell Hopton : Dan Welford
- Charles Middleton : Simpson
- Eddie Boland : Collins
- Thelma Hill : Gussie
- Aileen Carlyle : Violet
- Al Stewart : Brown
- Harry Todd : Briggs

Acteurs non crédités
- June Lang : Membre du chœur à l'église
- Ivan Linow : Cannonier

## Autour du film
Deuxième film de Capra avec Barbara Stanwyck, son rôle de Florence Fallon est inspiré de la célèbre prédicatrice canadienne Aimee Semple McPherson, pionnière dans l’usage des médias et tout particulièrement la radio, elle est également connue sous le nom de « Sister Aimee » ou « Sister ». D’autres s’intéressèrent au thème. Herman J. Mankiewicz, scénariste, écrivit un ouvrage Woman on the rock en 1949 consacrée à la prédicatrice. Son frère, Joseph L. Mankiewicz, intéressé par le sujet souhaitait le porter à l’écran mais la famille d’Aimee Semple McPherson s’y opposa. Elmer Gantry, le roman de Sinclair Lewis porté à l'écran en 1960 par Richard Brooks (Elmer Gantry le charlatan) et interprété par Burt Lancaster et Jean Simmons fut également inspiré de faits et personnages réels comme ceux d’Aimee Semple McPherson et Billy Sunday, ex-joueur vedette de baseball devenu un prêcheur célèbre en début de XXe siècle. En 1976, un téléfilm The Disappearance of Aimee réalisé par Anthony Harvey retraça la vie d’Aimee Semple McPherson incarnée par l’actrice Faye Dunaway.